# Новий Кременчук
Но́вий Кременчу́к — село в Україні, Криворізькому районі Дніпропетровської області. 
Орган місцевого самоврядування — Гейківська сільська рада. Населення — 256 мешканців.

## Географія
Село Новий Кременчук знаходиться за 3 км від правого берега річки Боковенька, на відстані 1 км від села Кривбас. Поруч проходить залізниця, станція Гейківка за 2 км.

## Населення

### Мова
Розподіл населення за рідною мовою за даними перепису 2001 року:
| Мова       | Відсоток |
| ---------- | -------- |
| українська | 89,8 %   |
| російська  | 9,0 %    |
| білоруська | 1,2 %    |